# Campeonato Sergipano de Futebol de 1996
O Campeonato Sergipano de Futebol de 1996 foi a 73º edição da divisão principal do campeonato estadual de Sergipe. O campeão foi o Sergipe que conquistou seu 29º título na história da competição, e o sexto consecutivo. O artilheiro do campeonato foi Ronaldo Falcão, jogador do Sergipe, com 16 gols marcados.

## Equipes participantes
| - Associação Desportiva Confiança (Aracaju) - Cotinguiba Esporte Clube (Aracaju) - Associação Atlética Guarany (Porto da Folha) - Associação Olímpica de Itabaiana (Itabaiana) - Centro Sportivo Maruinense (Maruim) | - Olímpico Esporte Clube (Itabaianinha) - Olímpico Futebol Clube (Itabi) - Esporte Clube Propriá (Propriá) - Club Sportivo Sergipe (Aracaju) - Vasco Esporte Clube (Aracaju) |

## Premiação
| Campeonato Sergipano de 1996 |
| Aracaju                      |
| ---------------------------- |
| Sergipe Campeão (29º título) |